# Wüstenselbitz

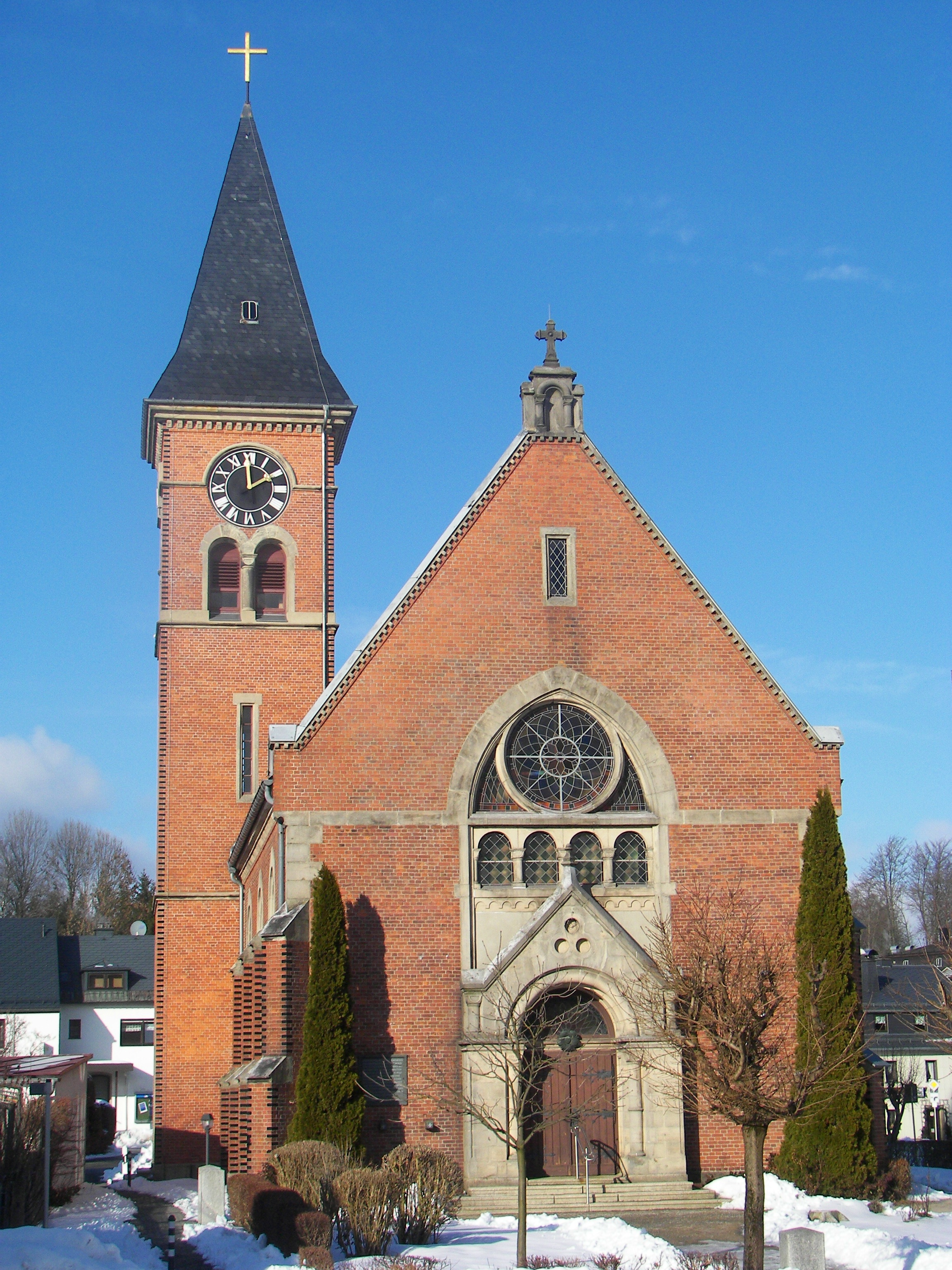
Dr.-Martin-Luther-Kirche

Wüstenselbitz  ist ein Gemeindeteil der Stadt Helmbrechts im Landkreis Hof (Oberfranken, Bayern). Der Ort liegt in der Gemarkung Wüstenselbitz. Der Ort entstand als bäuerliche Siedlung, doch bald wurde die Heimweberei der größte Wirtschaftszweig. Auch heute noch prägen Textilunternehmen das Bild von Wüstenselbitz. 1871 wurde Wüstenselbitz zu einem großen Teil bei einem Brand zerstört.

## Geografie
Das Pfarrdorf bildet mit Burkersreuth im Südwesten eine geschlossene Siedlung. Diese liegt auf freier Flur an der Selbitz. Die Kreisstraße HO 23 führt nach Burkersreuth (0,8 km südwestlich) bzw. nach Unterweißenbach (1,5 km nördlich). Die Kreisstraße HO 24 führt nach Ottengrün (1,6 km östlich) bzw. nach Ort zur Staatsstraße 2195 (2,1 km nordwestlich). Eine Gemeindeverbindungsstraße führt über die Ahornismühle nach Ahornis (2 km südlich).

## Geschichte
Der Ort wurde in einer Verkaufsurkunde vom 28. April 1386 als „Selbicz“ erstmals urkundlich erwähnt. Benannt wurde er nach dem Fluss Selbitz, der im Jahr 1374 als „Selwicz“ erstmals erwähnt wurde. Der Flussname leitet sich wahrscheinlich von „zelenovica“ ab (slaw. für grüner Bach). Nach einer Pestwelle, bei der alle Einwohner bis auf ein Ehepaar starben, wurde der Ort 1417 „Wüstenselwicz“ genannt. Überliefert ist ein Streit im Jahre 1523, in dessen Folge nur noch Helmbrechts Bier brauen durfte.
Zur Realgemeinde Wüstenselbitz gehörte Hohberg. Gegen Ende des 18. Jahrhunderts bestand Wüstenselbitz aus 56 Anwesen. Die Hochgerichtsbarkeit sowie die Dorf- und Gemeindeherrschaft stand dem bayreuthischen Stadtvogteiamt Helmbrechts zu. Grundherren waren
- das Vogteiamt Helmbrechts: 15 Halbhöfe, 6 Drittelhöfe, 1 Drittelhof mit Mühle, 9 Viertelhöfe, 1 Sechstelhof mit Gasthaus, 3 Achtelhöfe, 15 Tropfhäuser, 2 halbe Tropfhäuser;
- die Hofkanzlei Bayreuth: 1 Viertelhof;
- die Pfarrei Helmbrechts: 1 Hof, 1 Viertelhof, 1 Haus.[6]

Von 1797 bis 1810 unterstand Wüstenselbitz dem Justiz- und Kammeramt Münchberg. Nachdem im Jahr 1810 das Königreich Bayern das Fürstentum Bayreuth käuflich erworben hatte, wurde der Ort bayerisch. Infolge des Ersten Gemeindeedikts wurde 1812 der Steuerdistrikt Wüstenselbitz gebildet. Zu diesem gehörten Ahornis, Ahornismühle, Buckel, Burkersreuth, Dreschersreuth, Geigersmühle, Hildbrandsgrün, Hohberg, Ottengrün, Ottengrünereinzel, Pulschnitzberg, Rappetenreuth und Thomashölzlein. Zugleich entstand die Ruralgemeinde Wüstenselbitz, die deckungsgleich mit dem Steuerdistrikt war. Sie war in Verwaltung und Gerichtsbarkeit dem Landgericht Münchberg zugeordnet und in der Finanzverwaltung dem Rentamt Münchberg (1919 in Finanzamt Münchberg umbenannt). Die Gemeinde lag in zwei verschiedenen Kirchensprengeln, deswegen wurde sie 1848 noch einmal aufgeteilt: Bei Wüstenselbitz verblieben Burkersreuth, Buckel, Eng, Dreschersreuth, Geigersmühle, Hohberg, Ottengrün, Ottengrünereinzel, Rappetenreuth und Thomashölzlein. Ab 1862 gehörte Wüstenselbitz zum Bezirksamt Münchberg (1939 in Landkreis Münchberg umbenannt). Die Gerichtsbarkeit blieb beim Landgericht Münchberg (1879 in Amtsgericht Münchberg umgewandelt). Die Gemeinde Wüstenselbitz hatte 1964 eine Gebietsfläche von 11,394 km². Im Zuge der Gebietsreform in Bayern wurde die Gemeinde Wüstenselbitz am 1. Juli 1972 nach Helmbrechts eingemeindet.

### Baudenkmäler
- Kulmbacher Straße 226: Dr. Martin-Luther-Kirche[11]

### Einwohnerentwicklung
Gemeinde Wüstenselbitz
| Jahr      | 1812  | 1840   | 1852   | 1855   | 1861   | 1867   | 1871   | 1875   | 1880   | 1885   | 1890   | 1895   | 1900   | 1905   | 1910   | 1919   | 1925   | 1933   | 1939   | 1946   | 1950   | 1952   | 1961  | 1970   |
| Einwohner | 1241  | 1878   | 1027   | 1027   | 1163   | 1258   | 1242   | 1352   | 1398   | 1418   | 1374   | 1276   | 1294   | 1284   | 1277   | 1151   | 1173   | 1199   | 1232   | 1461   | 1560   | 1494   | 1411  | 1346   |
| Häuser    | 196   |        |        |        |        |        | 138    |        |        | 163    | 167    |        | 173    |        |        |        | 208    |        |        |        | 222    |        | 271   |        |
| Quelle    | [ 7 ] | [ 13 ] | [ 13 ] | [ 13 ] | [ 14 ] | [ 15 ] | [ 16 ] | [ 17 ] | [ 18 ] | [ 19 ] | [ 20 ] | [ 13 ] | [ 21 ] | [ 13 ] | [ 22 ] | [ 13 ] | [ 23 ] | [ 13 ] | [ 13 ] | [ 13 ] | [ 24 ] | [ 13 ] | [ 8 ] | [ 25 ] |

Ort Wüstenselbitz
| Jahr      | 001812 | 001819 | 001861 | 001871 | 001885 | 001900 | 001925 | 001950 | 001961 | 001970 | 001987 |
| Einwohner | 404    | *489   | 583    | 619    | 792    | 778    | 738    | 1068   | 1053   | 985    | 731    |
| Häuser    | 50     |        |        |        | 85     | 93     | 126    | 142    | 188    |        | 224    |
| Quelle    | [ 7 ]  | [ 26 ] | [ 14 ] | [ 16 ] | [ 19 ] | [ 21 ] | [ 23 ] | [ 24 ] | [ 8 ]  | [ 27 ] | [ 1 ]  |

## Religion
Wüstenselbitz ist seit der Reformation evangelisch-lutherisch geprägt und war ursprünglich nach St. Johannes der Täufer (Helmbrechts) gepfarrt. 1901 wurde im Ort eine Kirche gebaut und eingeweiht. Erst anlässlich des 50-jährigen Jubiläums 1951 erhielt sie den Namen Dr.-Martin-Luther-Kirche. Die Kirche war zunächst eine Filiale von Helmbrechts, wurde spätestens in den 1920er Jahren zur Pfarrei erhoben.

## Wirtschaft und Infrastruktur

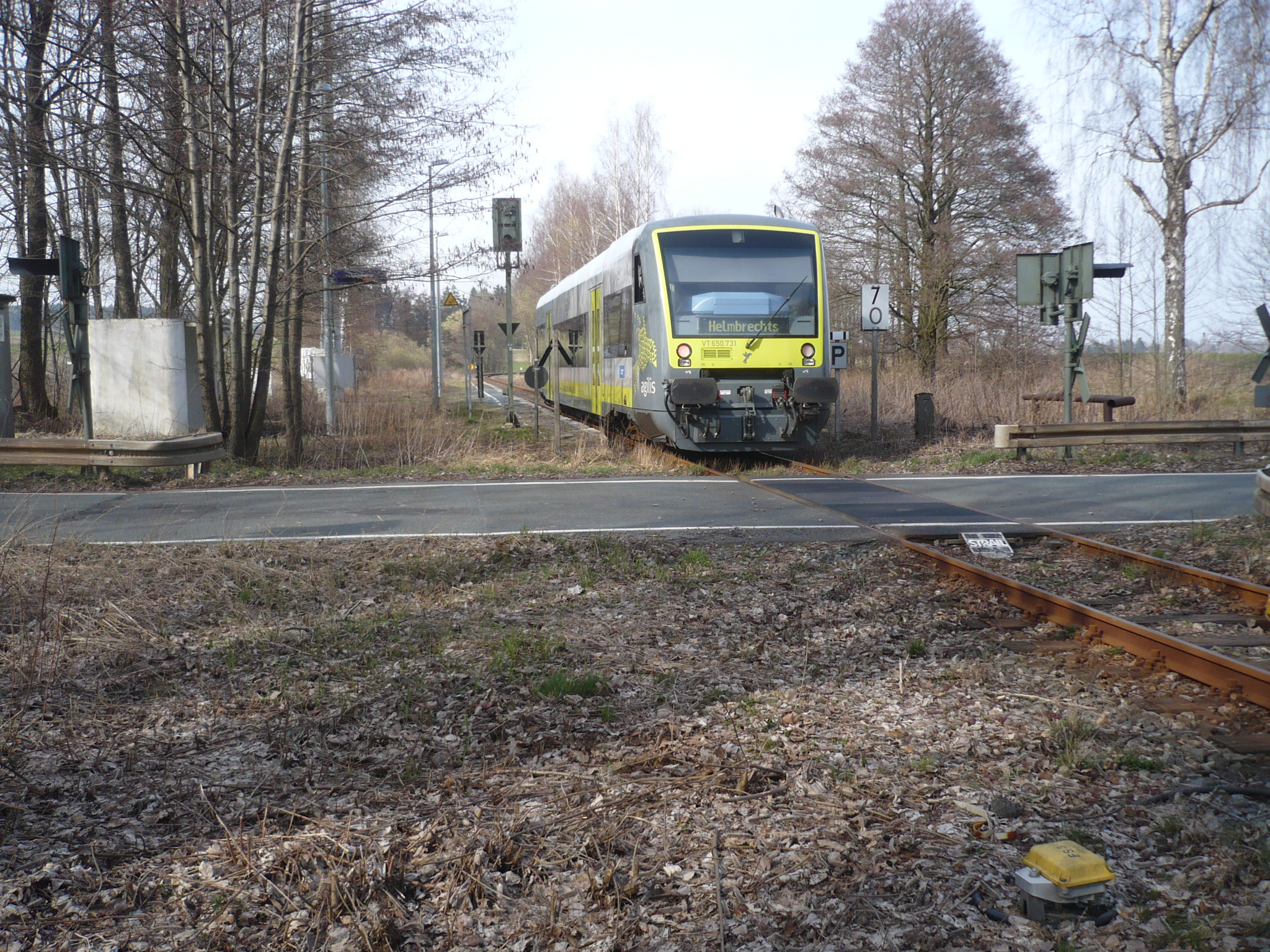
Der ehemalige Bahnhof Wüstenselbitz ist heute ein eingleisiger Haltepunkt mit einem Wartehäuschen aus Beton

Wüstenselbitz hatte im Laufe der Jahre drei Schulen, die ersten beiden (1820 bzw. 1869 erbaut) wurden abgebrochen, die dritte wurde im Jahr 1910 eingeweiht und wegen niedriger Schülerzahlen 1992 geschlossen. Das Gebäude dient seither als Kindergarten und wird zudem von der Freiwilligen Feuerwehr des Ortes genutzt, deren Feuerwehrhaus direkt angebaut ist.
V. Fraas, der Weltmarktführer im Bereich Schals und textile Accessoires mit 25 Standorten weltweit, hat seinen Stammsitz in Wüstenselbitz. Das Unternehmen wurde 1880 von Valentin Fraas gegründet.
Die Raiffeisenbank Wüstenselbitz eG, eine der kleinsten Genossenschaftsbanken in Oberfranken und die einzige verbliebene selbständige Bank in der Gemeinde Helmbrechts hat dort ihren Hauptsitz und die einzige Filiale.
Wüstenselbitz liegt an der Bahnstrecke Münchberg–Helmbrechts. Der Bahnhof wurde 1984 abgebrochen, heute hat Wüstenselbitz nur noch einen Haltepunkt.

## Freizeiteinrichtungen
Wüstenselbitz hat ein bewirtschaftetes Naturfreibad mit Kneipp-Anlage, Spielplatz, Fußball- und Beachvolleyballfeld.